# Université d'Aalborg
Pour les articles homonymes, voir AAU.
L'université d'Aalborg (AAU - en danois : Aalborg Universitet) est un établissement d'enseignement supérieur fondé en 1974 à Aalborg, au Danemark. 

## Historique
L'institution est établie en 1974 en tant que Centre universitaire Aalborg, devenant la cinquième institution d'enseignement supérieur au pays[réf. nécessaire]. En 1994, l'établissement est renommé Université d'Aalborg. Un an après, l'AAU est fusionnée avec l'école d'ingénierie d'Esbjerg après quoi elle installe un campus dans la même ville. En 2003, un deuxième campus est ouvert à Copenhague sous la houlette de l'Institut technologique de la capitale[réf. nécessaire], suivi de l'inauguration de l'école de médecine, en 2010.
L'université d'Aalborg a depuis accueilli l'École d'architecture et de design fondée en 1996, l'École de médecine fondée en 2006, et l'Institut national de la recherche sur la construction intégré en 2007[réf. nécessaire].

## Profil
L'université d’Aalborg se démarque des autres universités danoises plus anciennes et plus traditionnelles par l'attention portée aux études interdisciplinaires inter-facultés, un curriculum expérimental basé sur des cours interdisciplinaires de base suivis de spécialisations et une structure pédagogique fondée sur des projets traitant des problèmes de la vie réelle pertinents pour les études et la recherche. Cette structure pédagogique est aujourd'hui internationalement connue sous les appellations de The Aalborg Experiment ou The Aalborg Model. Centré autour d'un problème et organisé sous forme de projet, ce modèle axe chaque semestre une grande partie de l'enseignement et du travail des étudiants autour de problèmes complexes de la vie réelle sur lesquels les étudiants s'interrogent pour tenter de faire apparaître des réponses scientifiques en travaillant ensemble par groupes[réf. nécessaire].
L'université d’Aalborg dispose de cinq facultés : Sciences humaines, Sciences sociales, Ingénierie et Sciences, Médecine, ainsi que Systèmes d'information et Design.

## Domaines d'action spéciaux et recherche interdisciplinaire
La recherche fait partie intégrante de chaque Faculté et l'ingénierie constitue son principal domaine de recherche. L'université d'Aalborg a choisi comme domaines d'action spéciaux la technologie au service des sciences de la santé et la communication sans fil[réf. nécessaire].
Dans ses activités de recherche, AAU a adopté une approche interdisciplinaire toujours centrée autour d'un problème, comme dans les cours. La résolution des problèmes à l'étude requiert souvent la contribution d'un grand nombre de disciplines scientifiques. L'université d'Aalborg compte cinq domaines d'action interdisciplinaires :
- Énergie soutenable, environnement et construction.
- Production mondiale, innovation, développement des connaissances et cohérence.
- Technologie de l'information et logiciels embarqués
- Nanotechnologie et nanoproduction.
- Technologie et design de l'expérience.

## Relations internationales
Depuis ses débuts régionaux en 1974, l'AAU a pris une orientation mondiale qui lui a conféré une perspective internationale. L'AAU mise sur la collaboration internationale en matière de recherche et nous avons entre autres établi un département pour la communication sans fil et la navigation par satellite à l'université de Tor Vergata à Rome, à l'université de Calcutta en Inde et dans deux centres de télécommunications, l'un à l'Institut technologique de Bihar, également en Inde, et l'autre à l'Institut technologique de Bandung en Indonésie[réf. nécessaire].
25 % des chercheurs de l'université viennent de l'étranger et le nombre d'étudiants internationaux, qui ne cesse d'augmenter au long des années, constitue actuellement 10 % du total des inscriptions.
En reconnaissance de ses travaux, l'université d'Aalborg a célébré en 2001 la fondation du Centre UICEE pour Apprentissage par problèmes qui a peu après été suivie par l'attribution à l'université d'une chaire de l'UNESCO dans l'Apprentissage par problèmes.

## Démographie
Depuis sa fondation, l'université a connu une hausse importante su nombre d'élèves, passant des 1 635 inscrits en 1974, aux 16 254 en 2012. Depuis 2014, le nombre d'élèves de l'AAU se maintient à près de 20 000.
| 1974  | 1980  | 1985  | 1990  | 1995  | 2000   | 2005   | 2010   |
| ----- | ----- | ----- | ----- | ----- | ------ | ------ | ------ |
| 1 635 | 2 241 | 4 004 | 6 410 | 7 571 | 10 477 | 11 602 | 12 673 |

| 2012   | 2014   | 2015   | 2016   | 2017   | 2018   | 2019   | - |
| ------ | ------ | ------ | ------ | ------ | ------ | ------ | - |
| 16 254 | 20 051 | 20 514 | 20 513 | 20 654 | 20 211 | 19 926 | - |

## Liens externes

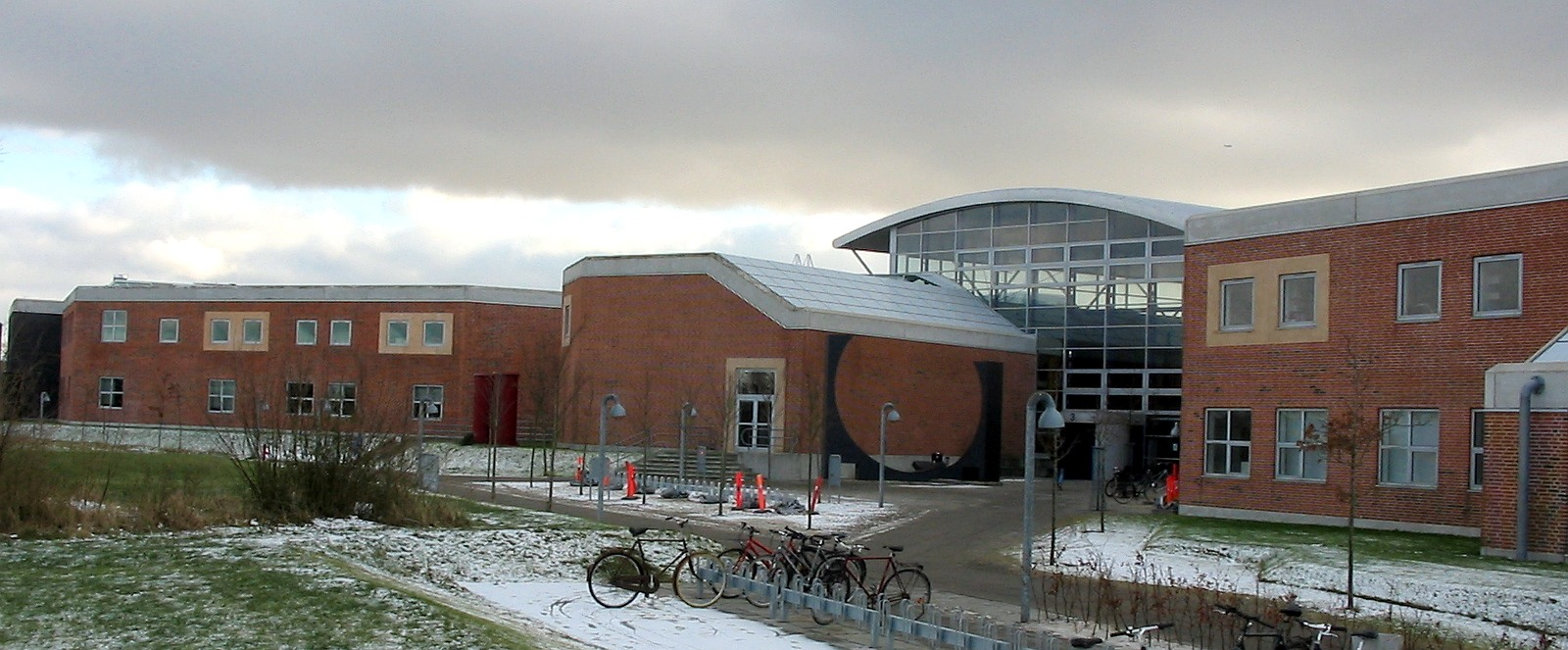
Université d'Aalborg ; Krogstræde 3.